# Txosna

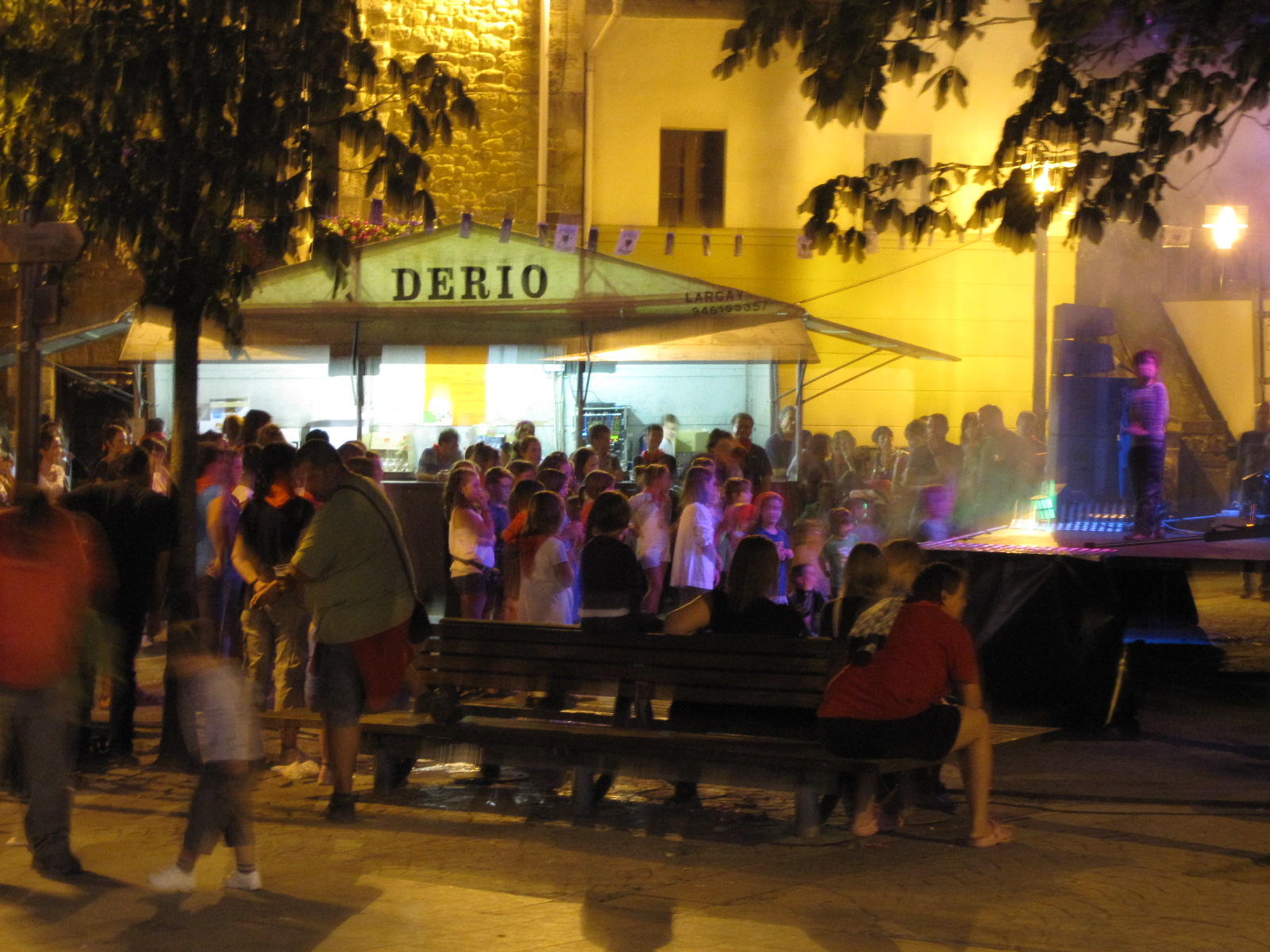
Txosna en Larrabetzu

La txosna (o también txozna, más frecuente en Navarra) es una caseta que se monta en las fiestas regionales en el País Vasco y Navarra, especialmente entre la comunidad vascohablante. Es típico servir cachis con bebidas alcohólicas, sobre todo kalimotxo y cerveza.
Según algunas fuentes, la Real Academia de la Lengua Vasca dice tener constancia de la palabra txosna desde 1905, ya que aparecería en el  Diccionario vasco-español-francés de Resurrección María de Azkue.[cita requerida].
- Datos: Q5854054